# Wijken en buurten in Epe
De Nederlandse gemeente Epe is voor statistische doeleinden onderverdeeld in wijken en buurten. De gemeente is verdeeld in de volgende statistische wijken:
- Wijk 00 Epe (CBS-wijkcode:023200)
- Wijk 01 Emst (CBS-wijkcode:023201)
- Wijk 02 Vaassen (CBS-wijkcode:023202)
- Wijk 03 Bosgebied (CBS-wijkcode:023203)

Een statistische wijk kan bestaan uit meerdere buurten. Onderstaande tabel geeft de buurtindeling met kentallen volgens het Centraal Bureau voor de Statistiek (2008):
| CBS-buurtcode | Buurtnaam                                     | Inwonertal | Opp. totaal (ha) | Opp. land (ha) | Ligging                |
| ------------- | --------------------------------------------- | ---------- | ---------------- | -------------- | ---------------------- |
| BU02320000    | Epe-Centrum                                   | 1900       | 71               | 71             | Locatie in de gemeente |
| BU02320001    | Hogeland-Hoge Weerd                           | 2680       | 165              | 165            | Locatie in de gemeente |
| BU02320002    | Epe-Zuid                                      | 6730       | 157              | 157            | Locatie in de gemeente |
| BU02320003    | Epe-Oost                                      | 790        | 154              | 154            | Locatie in de gemeente |
| BU02320004    | Epe-Noord                                     | 940        | 193              | 193            | Locatie in de gemeente |
| BU02320008    | Verspreide huizen Wissel                      | 1060       | 956              | 956            | Locatie in de gemeente |
| BU02320009    | Verspreide huizen Vemde-Zuuk                  | 850        | 866              | 858            | Locatie in de gemeente |
| BU02320100    | Emst                                          | 1130       | 46               | 46             | Locatie in de gemeente |
| BU02320101    | Oene                                          | 630        | 37               | 37             | Locatie in de gemeente |
| BU02320107    | Verspreide huizen Emst                        | 1430       | 1821             | 1792           | Locatie in de gemeente |
| BU02320108    | Verspreide huizen Oene                        | 1290       | 1445             | 1404           | Locatie in de gemeente |
| BU02320109    | Verspreide huizen Emsterbroek                 | 420        | 737              | 724            | Locatie in de gemeente |
| BU02320200    | Vaassen-Centrum                               | 890        | 27               | 27             | Locatie in de gemeente |
| BU02320201    | Vaassen-Noord-West                            | 2210       | 93               | 91             | Locatie in de gemeente |
| BU02320202    | Vaassen-West                                  | 4900       | 92               | 92             | Locatie in de gemeente |
| BU02320203    | Oude Apeldoornseweg en omgeving               | 400        | 53               | 53             | Locatie in de gemeente |
| BU02320204    | Vaassen-Oosterhof                             | 2110       | 68               | 68             | Locatie in de gemeente |
| BU02320207    | Verspreide huizen De Botterd                  | 410        | 289              | 284            | Locatie in de gemeente |
| BU02320208    | Verspreide huizen Vaassen                     | 1100       | 860              | 858            | Locatie in de gemeente |
| BU02320209    | Verspreide huizen Geerstraat en omgeving      | 640        | 875              | 870            | Locatie in de gemeente |
| BU02320300    | Tongeren                                      | 20         | 20               | 20             | Locatie in de gemeente |
| BU02320301    | Gortel                                        | 40         | 28               | 28             | Locatie in de gemeente |
| BU02320308    | Verspreide huizen bosgebied Niersen en Gortel | 160        | 3683             | 3683           | Locatie in de gemeente |
| BU02320309    | Verspreide huizen bosgebied Tongeren          | 210        | 2989             | 2989           | Locatie in de gemeente |